# Melecta albifrons
Melecta albifrons là một loài Hymenoptera trong họ Apidae. Loài này được Forster mô tả khoa học năm 1771.

## Hình ảnh

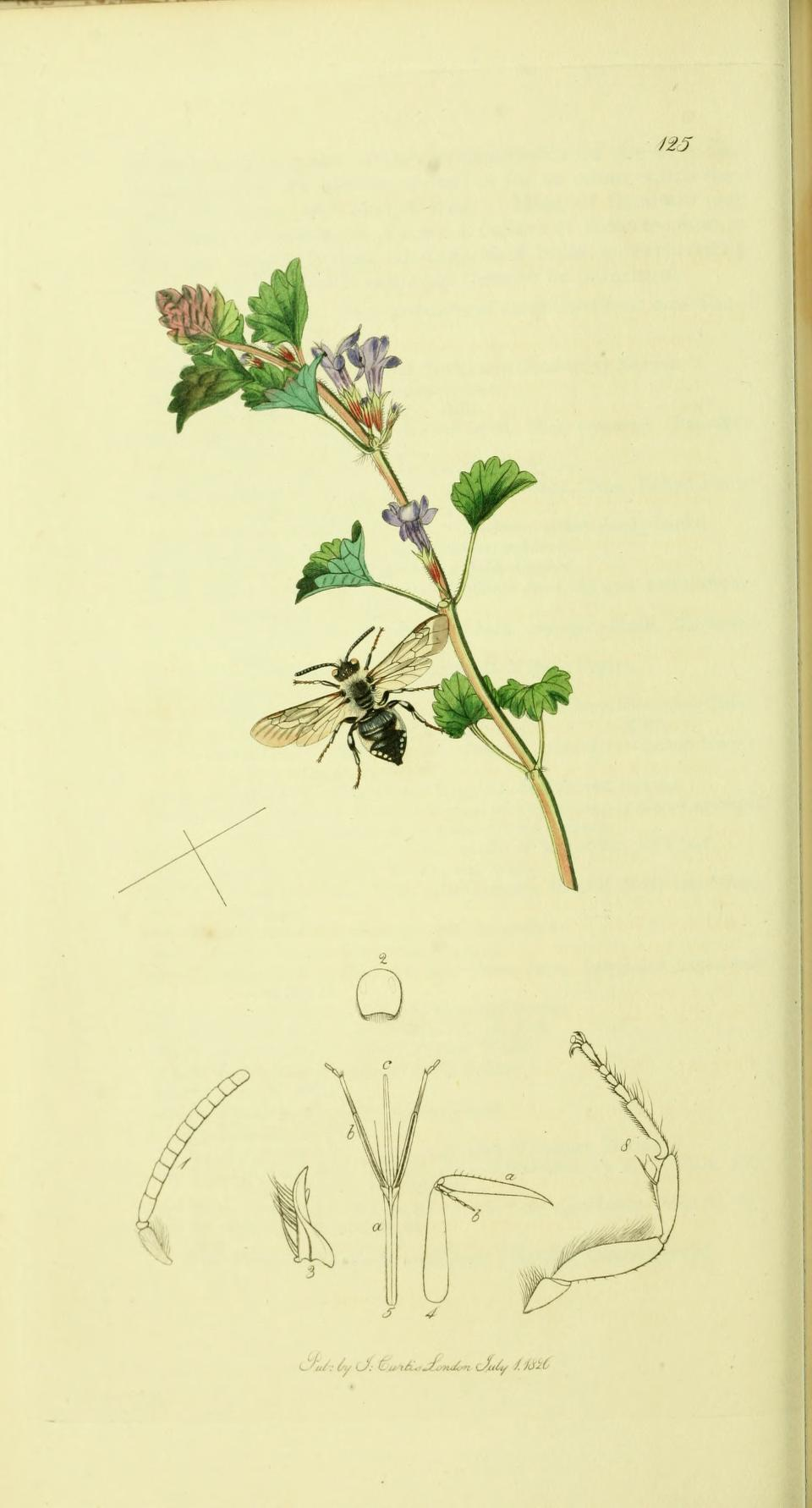